# 三国争乱 春秋炎城
『三国争乱 春秋炎城』（さんごくそうらん しゅんじゅうえんじょう、原題：春秋淹城、英語題：Spring and Autumn Herind Of Yancheng）は、江蘇衛星テレビにて2008年に放送された中国の歴史ドラマ。全30話。

## あらすじ
古代中国の春秋時代末期（紀元前496年頃）、諸国の秩序は乱れ、謀略の数々が渦巻いていた。大国「呉」、「越」、「楚」に挟まれた小国「淹国」は、平和な生活を送っていたが、各国から狙われていた。
越の軍師の范蠡は呉からの侵略を防ぐため、その侵略経路となる淹城に間者（工作員）として公孫宇を送り込む。淹城の公子の羅敷を助けたことから伯淹の信任を得、大夫（現代で言う閣僚）の地位を得た公孫宇だが、淹城と伯淹、そして羅敷に惹かれていき、いつしか心の底から淹城の発展を願うようになっていた。だが、賀子丹によって間者であることがばれてしまう。出世のきっかけを手にした賀子丹は、家族を幸せにできると喜ぶが、姉は出世が不幸を呼び込むと考えていた。
次々と起こる問題や謀略、仲間内での不信などに振り回され、疲れ果てていた公孫宇は旅先で老子と、そして力不足を悩んでいた賀子丹は孫子と、そして羅敷と伯淹は孔子と出会う。淹城を戦国時代でも戦争が無い平和な国にしようと誓う伯淹は、罪を許された公孫宇や賀子丹らと協力し、理想の国作りに着手するが、各国の悪意ある謀略と侵攻は近づいていた…。

## 登場人物とキャスト

### 淹国
- 伯淹（はくえん）：淹城の君主。 - 丁勇岱
- 羅敷（らふ）：淹城の公子、伯淹の一人娘。 - 舒暢
- 公孫宇（こうそんう）：越の間者、鄭の名宰相の子産の子孫を名乗る。 - 程皓楓
- 賀子丹（がしたん）：出世を望む農民、羅敷が慕っている。 - 王泊文
- 碧蓉（へきよう）：淹城の女将軍、伯淹の義妹で羅敷の叔母。 - 何佳怡
- 盧常（ろじょう）：伯淹の令尹（宰相）。 - 高蘭村
- 百翎（ひゃくれい）：盧常の娘、羅敷の良い話し相手。 - 方安娜
- 木墩（ぼくとん）：淹城の中級兵士、百翎と恋仲だが身分が釣り合わない。 - 劉恩佑
- 太后：伯淹の母。

### 淹国郊外・桑樹墩
- 約（やく）：茶楼の女将、公孫宇を支える。
- 毛（もう）：官使に取り立てられた元鳥泥棒。
- 信児（しんじ）：公孫宇の従者。
- 村長：桑樹墩（そうじゅとん）の村長。

### 越国
- 勾践（こうせん）：越国の公子、重病の父王允常に代わり政治を行う - 章賀
- 范蠡（はんれい）：越国の大夫。祖国のために謀略の数々を生み出す。公孫宇の義父。 - 劉長純
- 石買（せきばい）：越国の大将軍。 - 張貴生
- 文種（ぶんしゅ）：越国の文官。
- 安娘（あんじょう）：越国の間者。
- 芙蓉（ふよう）：勾践の義妹、越国の間者。

### 呉国
- 闔閭（こうりょ）：越国侵攻を狙う老齢の呉王。
- 太子波（たいしは）：呉の太子、侵攻に反対する闔閭の長男。
- 夫差（ふさ）：呉の公子、侵攻に賛成する闔閭の次男。
- 伯嚭（はくひ）：呉の太宰。
- 伍子胥（ごししょ）：呉の名将。

### 楚国
- 昭王：楚の王。
- 申包胥：楚の相国（宰相）。

### その他
- 孫武：呉の元大将軍、『孫子』の著者で当代一の軍略家。
- 孔子：諸国を流浪する儒教の開祖。
- 老子：周の書物を管理する官、後に牛に乗って諸国を旅する。
- 敬王：周の王、形式上全中国の支配者だが無視されている。

## スタッフ
- 監督：ジャーナ・シャハティ
- 脚本：シェン・ホーユー

## 現在の淹城遺跡
2500年以上前に作られたと推測される淹城は、現存しており、中国最古の城とされる。位置は江蘇省常州市武進区湖塘鎮淹城で、おおよそ上海の西160km、南京－上海のほぼ中間に位置する。1935年に考古学的調査が行われ、それ以降20を超える青銅器、多数の陶器、4つの丸木舟（独木舟）が出土している。1988年には文化的遺産となり、2003年より世界遺産登録を目指していることが、本作の最後で紹介されている。
作中に出てくる「三輪青銅盤」は1957年に発掘され、金文から周の平王元年とあるため、紀元前770年の鋳造と予想される。古代であるため文献等が不足しており、城主名ははっきりしていないが、史実と発掘物を照らし合わせた上での脚本となっている。